# 潘查希拉青年团
潘查希拉青年团（PP），或译班查西拉青年，是印度尼西亚的一个准军事组织，1959年10月28日由阿卜杜尔·哈里斯·纳苏蒂安上将建立，自1981年开始由雅普托·苏约苏玛诺领导。最开始由支持苏哈托新秩序军事独裁的半官方政治流氓（preman）组成。根据2012年的纪录片《杀戮演绎》所述，该组织在1965年苏哈托军事政变中扮演了重要的角色： 组织成员组成为印尼军队服务的杀人小队，在北苏门答腊省杀害了100万以上的所谓的共产党人和印尼华人。根据该纪录片的说法，目前组织人员数在300万以上，在20世纪90年代末，估计全国约有400万到1000万名成员。
亦有少数组织份子活跃于马来西亚。

## 延伸阅读
- Ryter, Loren. . Indonesia. October 1998, 66: 45–73  [1 June 2013]. doi:10.2307/3351447. （原始内容存档于2012-06-16）.